# Alejandro Toledo Manrique
Alejandro Celestino Toledo Manrique (Cabana, 28 maart 1946) was president van Peru van 2001 tot 2006.
Toledo werd geboren in een doodarme familie van indianen op het Peruviaanse platteland. Zijn vader was bouwvakker en zijn moeder verkocht vis op de markt. Hij groeide op als straatkind en schoenpoetser. Via Amerikaanse Peace Corps-vrijwilligers bemachtigde hij een beurs en studeerde economie in de Verenigde Staten. Daarna werkte hij voor de Wereldbank. In Amerika ontmoette hij ook zijn vrouw, de Belgische antropologe Eliane Karp.
Toledo werd vooral bekend door zijn oppositie tegen president Alberto Fujimori, die van 1990 tot 2000 president was. Hij werd bij de algemene verkiezingen van 2001 gekozen; hij had zich kandidaat gesteld om ex-president Alan García te verslaan. Met zijn verkiezing was hij de eerste Peruviaanse president van indiaanse afkomst.
De regering van Toledo was geen succes. Zijn aanhang keerde zich van hem af en er was voortdurend arbeidsonrust. Toledo gebruikte steeds zijn premier als zondebok en tweemaal per jaar benoemde hij een nieuwe regering. In 2006 was hij op basis van de grondwet niet herkiesbaar. Hij ging naar de Verenigde Staten, waar hij les gaf aan de Stanford Universiteit.
In 2019 werd hij gearresteerd in de Verenigde Staten. Toledo werd sinds begin 2017 wegens corruptie gezocht in Peru, dat om zijn uitlevering had gevraagd. Hij werd veroordeeld voor het aannemen van steekpenningen van het Braziliaanse bouwbedrijf Odebrecht. Hij zou 20 miljoen euro hebben ontvangen in ruil voor een lucratief bouwcontract voor een snelweg van Brazilië naar de kust van Peru. Toledo ontkent alle betrokkenheid bij het corruptieschandaal. Hij werd in oktober 2024 veroordeeld tot twintig jaar gevangenisstraf.